# Peptide déformylase
En enzymologie, une peptide déformylase (EC 3.5.1.88) est une enzyme qui catalyse la réaction chimique suivante :
formyl-L-méthionyl peptide + H2O {\displaystyle \rightleftharpoons } formiate + méthionyl-peptide
Ainsi, les deux substrats de cette enzyme sont le formyl-L-méthionyl peptide et une molécule d'eau, tandis que ses deux produits sont le formiate et le peptide déformylé.
Cette enzyme est une métalloprotéase qui appartient à la famille des hydrolases, agissant sur les liaisons carbone-azote autres que les liaisons peptidiques, plus précisément dans les amides linéaires. Le nom systématique de cette classe d'enzymes est formyl-L-méthionyl-peptide amidohydrolase.

## Études structurelles
En 2007, 34 structures avaient été élucidées pour cette classe d'enzymes (voir les numéros d'accession PDB) : 1IX1, 1LM4, 1LM6, 1LME, 1LQW, 1LQY, 1LRU, 1LRY, 1N5N, 1Q1Y, 1S17, 1SV2, 1SZZ, 1V3Y, 1VEV 1VEY, 1VEZ, 1WS0, 1WS1, 1XEM, 1XEN, 1XEO, 1Y6H, 1ZXZ, 1ZY0, 1ZY1, 2AI7, 2AI8, 2AI9, 2AIA, 2AIE, 2EW5, 2EW6 et 2EW7.